# Mesvin
Mesvin är en ort i Belgien. Den ligger i provinsen Hainaut och regionen Vallonien, i den centrala delen av landet, 50 km sydväst om huvudstaden Bryssel. Mesvin ligger 41 meter över havet och antalet invånare är 991.
Terrängen runt Mesvin är huvudsakligen platt. Mesvin ligger nere i en dal. Runt Mesvin är det ganska tätbefolkat, med 129 invånare per kvadratkilometer.. Närmaste större samhälle är Mons, 3,2 km norr om Mesvin. 
Trakten runt Mesvin består till största delen av jordbruksmark.